# Chiesa del Santissimo Crocifisso (Gallipoli)
La chiesa del Santissimo Crocifisso, sede dell'omonima confraternita, è una chiesa del centro storico di Gallipoli. Venne eretta nel 1750 sui terreni di proprietà dei padri domenicani acquistati dalla confraternita nel 1741. La costruzione della struttura, il cui disegno si deve a Carlo Multò, capitano di artiglieria in servizio presso il regio castello di Gallipoli, fu eseguita dal mastro copertinese Ortensio Preite.

## Architettura

### Prospetto
Il sobrio prospetto, spartito in due ordini da un'aggettante trabeazione, presenta semplici linee architettoniche ed elementi decorativi in carparo. L'ordine inferiore, delimitato da lesene, accoglie due semplici portali architravati sormontati da una grande maiolica ottocentesca raffigurante il miracolo della traslazione del quadro della Vergine del Buon Consiglio. L'ordine superiore, delimitata da lesene come l'ordine inferiore, culmina con una cornice ad archetti. Al centro si apre una nicchia finemente scolpita con motivi floreali in cui è ospitata una croce lignea recante alla base il messaggio: IN HOC SIGNO VINCES. 

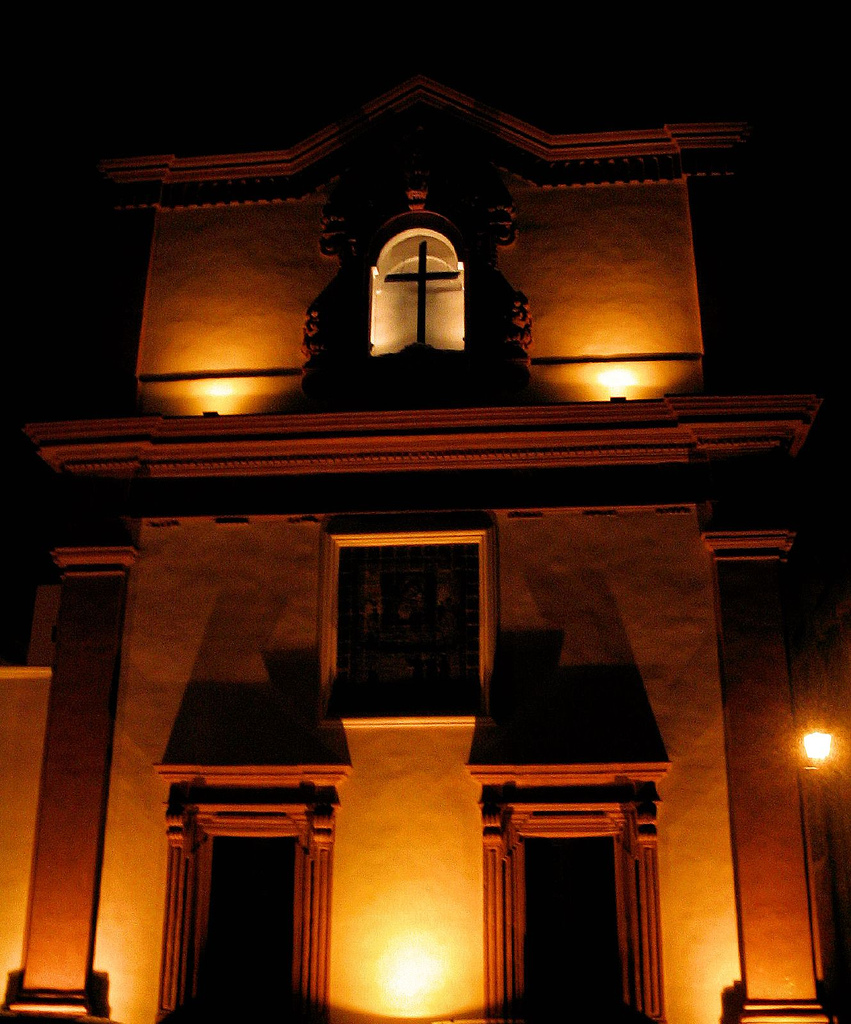
vista notturna

### Interno

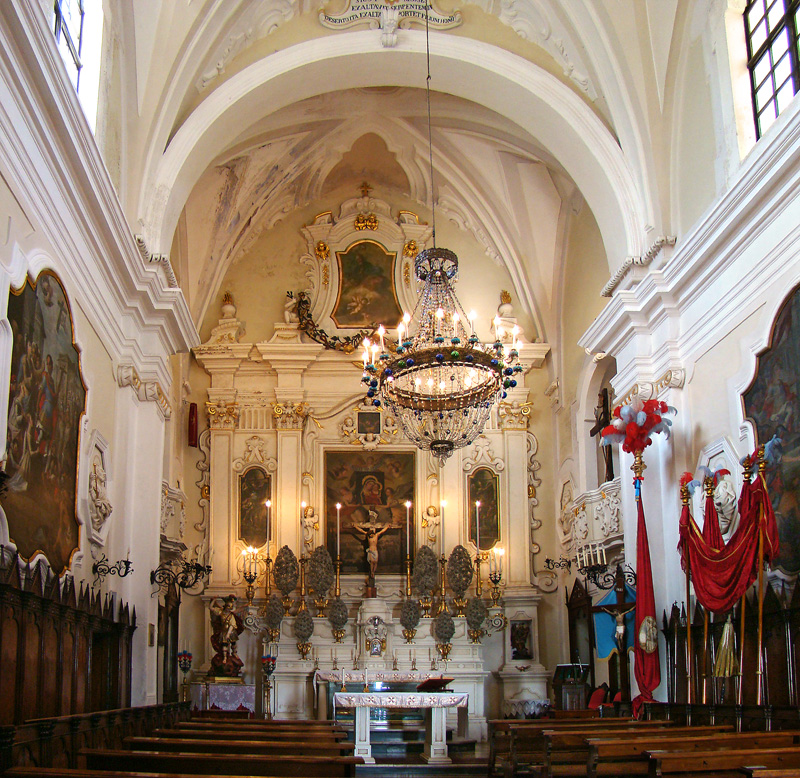
L'interno

L'interno, ad unica navata riccamente decorata con stucchi, ospita un pregevole altare maggiore su cui è collocata un'antica scultura lignea del Cristo morto portata in processione durante i riti della Settimana Santa. Decorano la navata quattro imponenti tele raffiguranti il ritrovamento della Santa Croce da parte di Sant'Elena madre dell'imperatore Costantino, gli stalli confraternali del 1867 e la statua lignea del XVIII secolo ritraente San Michele Arcangelo.

## Confraternita del Santissimo Crocifisso

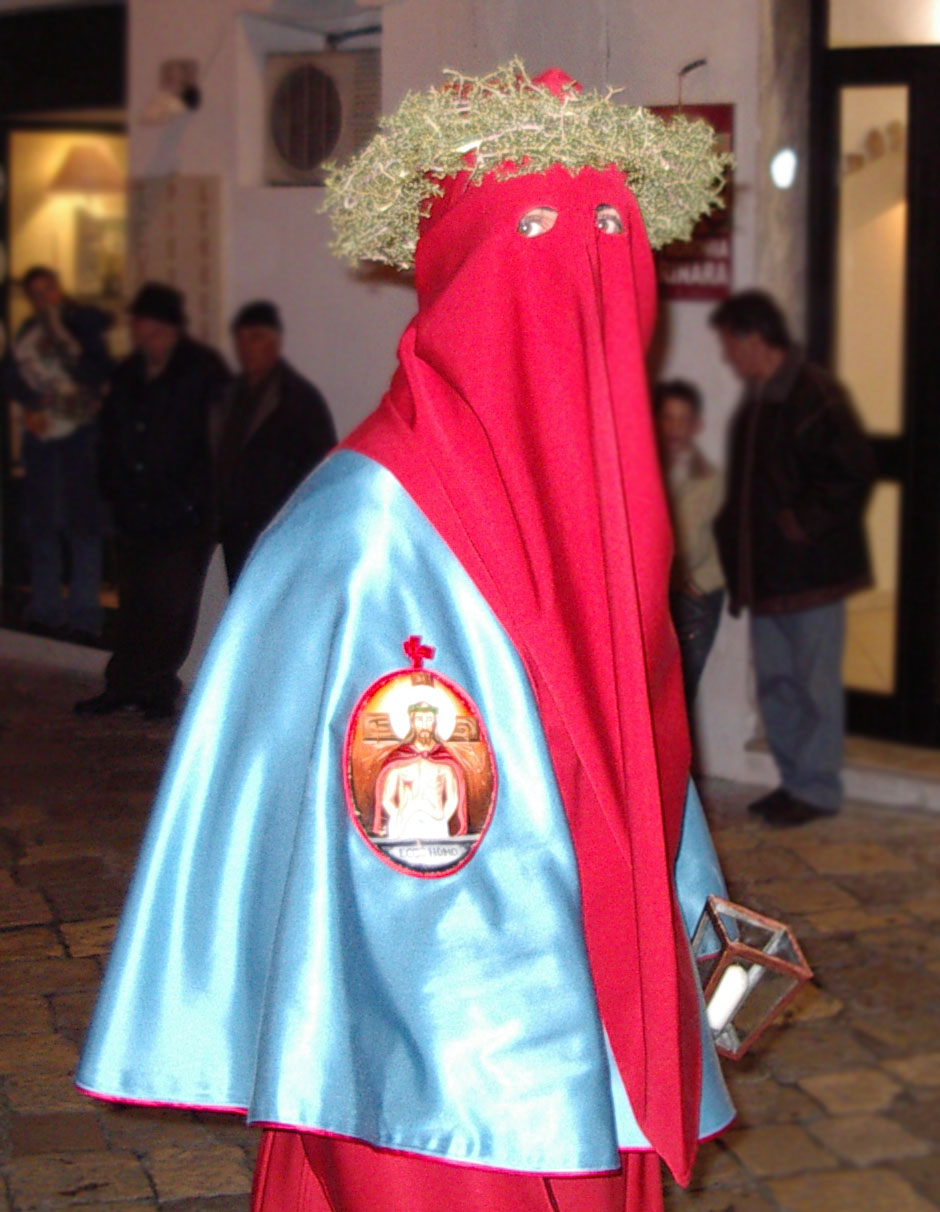
Confraternita del Santissimo Crocifisso, Venerdì Santo

La Confraternita del Santissimo Crocifisso è di antichissime origini. Sorta nel 1400 sotto il titolo di san Michele Arcangelo cambiò titolo nel XVII secolo, in seguito a un evento prodigioso. Ha avuto diverse sedi e dal 1750 è ubicata nell'attuale chiesa del Crocifisso. 
La Confraternita organizza i riti della Settimana Santa gallipolina e in particolar modo la processione dei Misteri e della Tomba di Nostro Signore Gesù Cristo, tradizionalmente denominata processione dell'Urnia.
La processione trae origine dai riti penitenziali medievali. I confratelli per l'occasione indossano sacco rosso, mozzetta turchina e cappuccio rosso calato sul volto e trattenuto da una corona di spine.